# 旭洋造船
旭洋造船株式會社（日语：旭洋造船株式会社）是一間日本的造船公司，其總部設於山口縣下關市。公司的主要業務包括船舶設計、建造及維修，亦會為船用發動機提供設計方案和整修服務。

## 歷史

### 成立及初期發展
旭洋造船的出現可追溯自1942年10月成立的「彦島造船」，這間公司是由五家中小型的造船公司合併而成。同年，公司正式開始造船及船舶修理業務。1956年7月，彦島造船與「村上鐵工株式會社」合併，更名為「村上造船鐵工株式會社」。1961年7月，公司再次更名為「旭洋造船鐵工株式會社」，「旭洋造船」這一品牌在此時才正式面世。
旭洋造船在成立後致力擴展公司規模，先是在1969年12月於下關市南部的長府地區購買了一幅六萬平方米的土地，用於興建新的造船廠，這間新船廠有能力興建噸位少於1000總噸的船舶。1971年6月，長府工埸的一個3000容積總噸的建造船塢和另一個相同容積總噸的維修船塢正式投入服務。在此後的數十年間旭洋造船透過引入更先進的建造設備，提升公司的建造和整修能力上限。

### 踏入21世紀
在2010年代開始，旭洋造船在船舶建造方面取得重大突破，首先在2011年1月完成全球第一艘以球狀作為船艏（旭洋造船稱它為SSS船艏）的船舶「聖彼得堡市」號，船隻亦因她節能而且創新的船艏設計榮獲2010年日本年度船舶大賞。

## 產品

### 貨櫃船

#### 日本極限型貨櫃船

##### 介紹
旭洋造船主要建造的貨櫃船型為公司自主研發的「日本極限型貨櫃船」。雖然這種船型在支線型船舶中屬偏小，但憑藉其在亞洲地區出色的適航性，仍受到東亞眾多中小型航運商如德翔海運和海豐國際的青睞。

##### 技術數據
- 載貨能力：
  - 第一型：1,103個標箱（船艙能裝312個標箱；甲板上則能裝791個標箱）
  - 第二型：1,096個標箱（船艙能裝312個標箱；甲板上則能裝784個標箱）
- 船長：142米（465英尺11英寸）
- 吃水深度：7.4米（24英尺3英寸）
- 型寬：22.5米（73英尺10英寸）
- 最高航速：18節（33每小時；21英里每小時）

##### 重要訂單活動

###### 海豐國際
在2002年至2006年訂造若干艘800標箱的貨櫃船後，海豐國際再踏入2010年代後再次向旭洋造船訂造兩艘日本極限型貨櫃船，載貨能力為1,103個標箱，這兩艘船亦是旭洋造船建造的第一批日本極限型貨櫃船，她們最後分別在2012年的9月和11月交付。
| 船名           | 中文船名   | 造船編號 | IMO編號 | 動工日期      | 下水日期      | 交付日期       | 參考資料    |
| -------------- | ---------- | -------- | ------- | ------------- | ------------- | -------------- | ----------- |
| SITC Osaka     | 海豐大阪   | S-505    | 9638329 | 2012年3月16日 | 2012年5月31日 | 2012年9月20日  | [ 2 ]       |
| SITC Yokkaichi | 海豐四日市 | S-506    | 9638331 | 2012年6月2日  | 2012年8月17日 | 2012年11月20日 | [ 3 ] [ 4 ] |

###### 德翔海運
2017年，德翔海運宣布向旭洋造船訂造四艘日本極限型貨櫃船，載櫃量為1,096個標箱，預計在2019年至2020年交付。隨着國際海事組織的限硫令在2020年1月1日生效，為達到低排放量指標，德翔海運決定為當時仍處於建造狀態的兩艘船（造船編號：S-549和S-550）加裝脱硫裝置，這一改動亦將船隻的載貨能力從1,096個標箱削減至1,081個標箱。至於在2019年下水的兩艘船（造船編號：S-545和S-546）則在下半年完成改裝工程。
| 船名        | 中文船名 | 造船編號 | IMO編號 | 動工日期       | 下水日期      | 交付日期       | 參考資料     |
| ----------- | -------- | -------- | ------- | -------------- | ------------- | -------------- | ------------ |
| TS Shanghai | 德翔上海 | S-545    | 9846536 | 2015年12月26日 | 2019年5月10日 | 2019年8月29日  | [ 7 ] [ 8 ]  |
| TS Yokohama | 德翔橫濱 | S-546    | 9846524 | 2015年12月26日 | 2019年7月13日 | 2019年11月13日 | [ 9 ] [ 10 ] |
| TS Shenzhen | 德翔深圳 | S-549    | 9868170 | 2019年9月3日   | 2020年1月21日 | 2020年5月29日  | [ 11 ]       |
| TS Kobe     | 德翔神戶 | S-550    | 9868182 | 2019年12月2日  | 2020年3月30日 | 2020年7月9日   | [ 12 ]       |

- 註：以上列表中的船名為投入服務時的數據，隨着初始營運商將船隻退租或出售至其他船東，船名有機會在未來被更改。

#### 內航船

##### 新型船舶
除了建造行走在東亞各地區的日本極限應貨櫃船，旭洋造船亦會為日本本土的內航航運公司建造內航船，其中較著名的便是為井本商運建造的三艘配有公司自主研發的SSS球狀船艏的內航船，這種船艏透過減低船舶在航行時受到的風阻，避免船隻增加燃料的消耗，進而減低溫室氣體和二氧化碳的排放。

##### 技術數據
- 載貨能力：670個標箱（冷藏貨櫃：120個標箱）
- 船長：136米（446英尺2英寸）
- 吃水深度：6米（19英尺8英寸）
- 型寬：21米（68英尺11英寸）
- 最高航速：16節（30每小時；18英里每小時）

| 船名   | 中文船名 | 造船編號 | IMO編號 | 動工日期      | 下水日期      | 交付日期      | 參考資料 |
| ------ | -------- | -------- | ------- | ------------- | ------------- | ------------- | -------- |
| Natori | 名取     | 522      | 9729788 | 2015年6月9日  | 2015年8月26日 | 2015年12月9日 | [ 13 ]   |
| Nagara | 長良     | 547      | 9843778 | 2018年1月12日 | 2018年3月22日 | 2018年7月9日  | [ 14 ]   |
| Nogami | 野上     | 562      | 9944675 | 2021年11月3日 | 2022年1月15日 | 2022年4月19日 | [ 15 ]   |

### 氣體運輸船
旭洋造船主要建造的氣體運輸船有四款，主要可分為兩種：加壓型，透過使用高壓罐在常溫下運輸氣體；半冷藏型，透過冷卻和壓縮將氣體液化。這些船隻主要的貨物為丙烷和丁烷，但亦可運載氨和氯乙烯。
| 容量（立方米） | 全長（米） | 全寬（米） | 吃水（米） | 航速（海里） |          |
| 半冷藏型       | 半冷藏型   | 半冷藏型   | 半冷藏型   | 半冷藏型     | 半冷藏型 |
| -------------- | ---------- | ---------- | ---------- | ------------ | -------- |
| 7,000          | 117        | 19         | 5.8        | 14           |          |
| 9,100          | 120        | 20         | 6.6        | 14.8         |          |
| 加壓型         |            |            |            |              |          |
| 7,500          | 117        | 19         | 5.8        | 13           |          |
| 11,000         | 120        | 21         | 6.7        | 14.8         |          |

## 廠內設施

### 乾塢
- 建造船塢：全長155米、寬23.4米、深8.1米
- 維修船塢：全長155米、寬21.4米、深8.1米

### 機器
- 懸臂式起重機
  - 一座120噸
  - 兩座60噸
  - 一座30噸
  - 兩座20噸
- 門式起重機
  - 一座15噸
- 橋式起重機
  - 一座60噸
  - 一座30噸
  - 五座10噸

### 其他日本造船商
- 今治造船
- 日本海洋聯合

## 外部連結
- 官方網頁 的存檔，存档日期2025-03-26.